# Tang, Shanghai
Tang är en köping i Kina. Den ligger i Pudong i storstadsområdet Shanghai, i den östra delen av landet, omkring 19 kilometer öster om den centrala stadskärnan. Antalet invånare är 129 267. Befolkningen består av 59 272 kvinnor och 69 995 män. Barn under 15 år utgör 10,0 %, vuxna 15-64 år 84 %, och äldre över 65 år 4,0 %.